# Jia Chaofeng
Pour les articles homonymes, voir Jia (homonymie).
Jia Chaofeng, née le 16 novembre 1988 est une athlète chinoise, spécialiste des courses de fond et du marathon.

## Biographie
En 2007, elle participe aux Championnats du monde de cross-country à Mombasa et termine 45e du cross long.
En octobre 2009, elle termine troisième des Jeux Nationaux Chinois sur 10 000 mètres en 31 min 45 s 67 et quatrième sur 5 000 mètres en 15 min 27 s 07. En décembre, elle est médaille d'argent du 10 000 mètres des Jeux de l'Asie de l'Est à Hong Kong.
En 2010, elle commence à se spécialiser sur le marathon. En mars, elle remporte le semi-marathon de Brescia en 1 h 11 min 20 s. Elle participe en avril au marathon de Boston et termine 19e en 2 h 40 min 33 et au marathon de Chicago en octobre et termine 7e en 2 h 30 min 35après les disqualifications pour dopage de Liliya Shobukhova et de Mariya Konovalova.
En 2011, elle termine cinquième du semi-marathon de Paris en mars et gagne en juillet le marathon de Lanzhou dans la province de Gansu[réf. souhaitée]. Elle participe ensuite aux Championnats du Monde de Daegu sur Marathon où elle termine quinzième en 2 h 31 min 58.
En 2012, elle remporte le marathon de Pékin en 2 h 27 min 40 s.
En 2013, elle abandonne lors du marathon des Championnats du monde de Moscou.
En mars 2014, elle termine neuvième du semi-marathon de Rome-Ostie en 1 h 11 min 35 puis participe en fin de mois aux Championnats du monde de semi-marathon à Copenhague. Elle termine vingt-huitième en 1 h 11 min 59 de l'épreuve et finit septième dans le classement par équipe. En septembre, elle est cinquième des Jeux Asiatiques de Incheon sur 10 000 mètres en 32 min 21 s 74.

## Palmarès

### International
| Date | Compétition           | Lieu    | Résultat | Épreuve  | Marque          |
| ---- | --------------------- | ------- | -------- | -------- | --------------- |
| 2010 | Marathon de Chicago   | Chicago | 7e       | Marathon | 2 h 30 min 35 s |
| 2011 | Championnats du monde | Daegu   | 15e      | Marathon | 2 h 31 min 58 s |
| 2012 | Marathon de Pékin     | Pékin   | 1re      | Marathon | 2 h 27 min 40 s |
| 2014 | Jeux Asiatiques       | Incheon | 5e       | 10 000 m | 32 min 21 s 74  |

## Records
| Épreuve       | Performance     | Lieu   | Date             |
| ------------- | --------------- | ------ | ---------------- |
| 1 500 m       | 4 min 31 s 09   | Yichun | 9 avril 2004     |
| 3 000 m       | 9 min 40 s 90   | Yichun | 12 avril 2004    |
| 5 000 m       | 15 min 27 s 07  | Jinan  | 21 octobre 2009  |
| 10 000 m      | 31 min 45 s 67  | Jinan  | 26 octobre 2009  |
| Semi-Marathon | 1 h 10 min 45 s | Paris  | 6 mars 2011      |
| Marathon      | 2 h 27 min 40 s | Pékin  | 25 novembre 2012 |